# جيزيلا كرافت
جيزيلا كرافت (بالألمانية: Gisela Kraft)‏ (و. 1936 – 2010 م) هي مؤلفة، ومترجمة، وكاتِبة ألمانية، ولدت في برلين، توفيت في باد بيركا، عن عمر يناهز 74 عاماً.